# Kościół św. Bartłomieja Apostoła w Jełowej
Kościół św. Bartłomieja Apostoła – rzymskokatolicki kościół parafialny, znajdujący się w miejscowości Jełowa (gmina Łubniany), należący do parafii św. Bartłomieja Apostoła w Jełowej w dekanacie Zagwiździe, diecezji opolskiej. Dnia 13 października 1959 roku, pod numerem 632/59 kościół został wpisany do rejestru zabytków województwa opolskiego.

## Historia kościoła

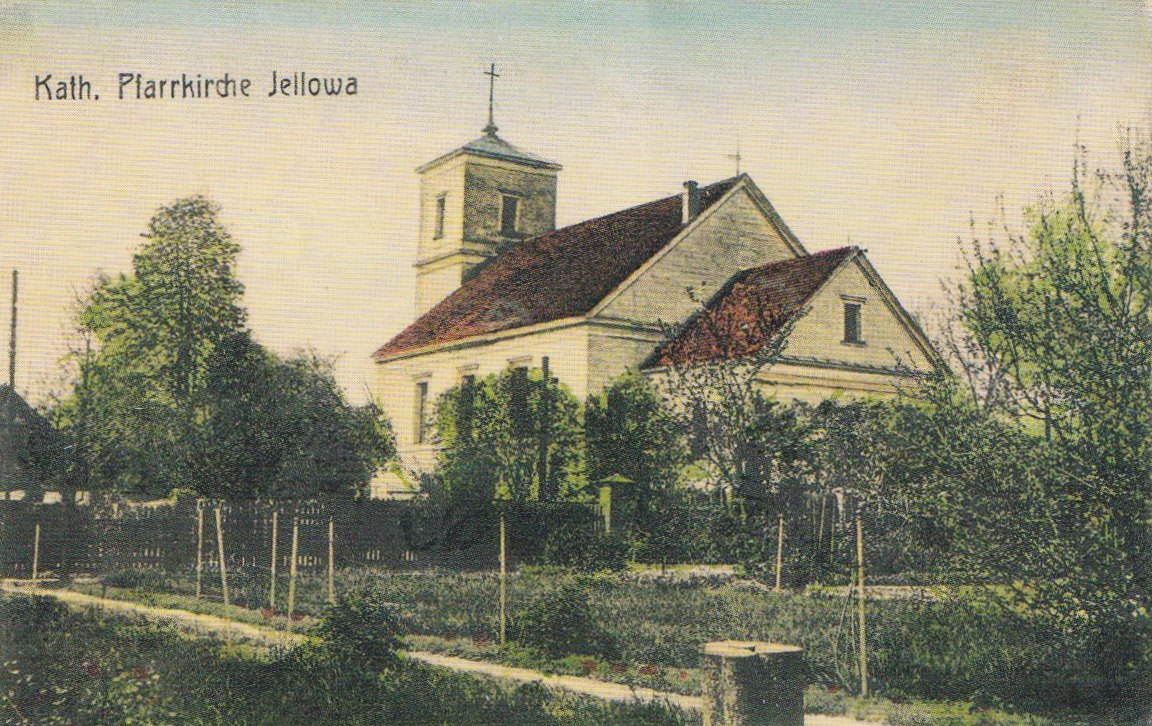
Kościół w ok. 1910 roku

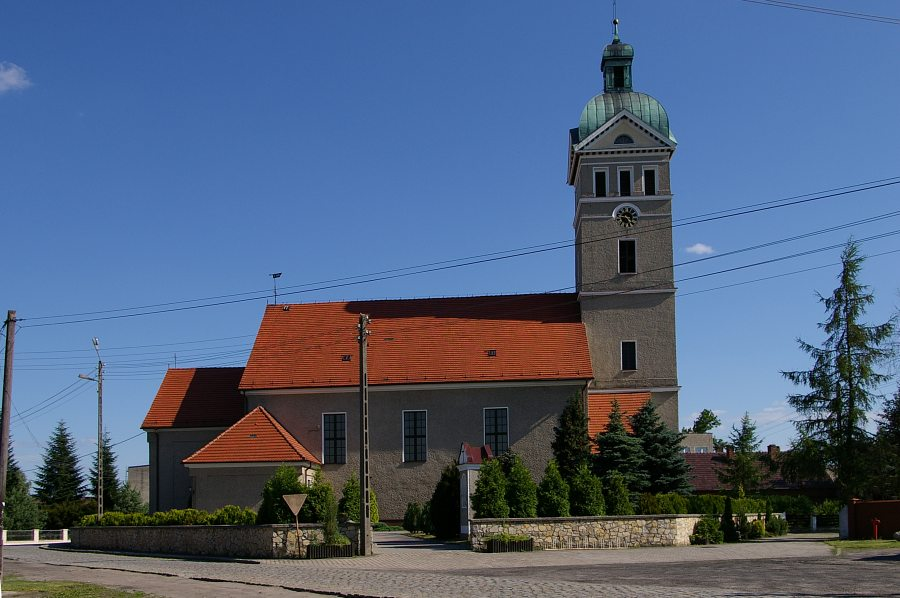
Kościół w 2006 roku

Kościół w Jełowej wzmiankowany był już w 1399 roku. W 1633 roku kościół ten w wyniku pożaru spłonął. Nowy, również drewniany, zostaje wybudowany 1645 roku przez ówczesnego proboszcza księdza Wincentego Galdę. W latach 1749–1765 proboszczem parafii był ks. Józef Matuszczyk. Dobudowuje on do istniejącego drewnianego kościoła prezbiterium, które widoczne jest do dziś, w obecnej świątyni. W latach 1842–1844 (proboszczem parafii był ks. Wincenz Onderka), 200-letni drewniany kościół został rozebrany (z wyjątkiem prezbiterium), a w jego miejsce postawiono nowy, murowany. Około 1867 roku wykonano malowidła nad prezbiterium ukazujące scenę ukrzyżowania oraz dwóch apostołów św. Bartłomieja i św. Mateusza. W 1910 roku zbudowano nową wieżę, kościół otynkowano i przebudowano wnętrze pod organami. W 1912 roku wzniesiono nową zakrystię. Czas po II wojnie światowej, (proboszczem parafii był ks. Jan Sygulla) to okres odbudowy zniszczonej świątyni, plebanii, domu organisty i domu 
sióstr zakonnych ze Zgromadzenia Sióstr Służebniczek NMP. W 1981 roku w kościele wykonano nowy chór muzyczny, jak również rozpoczęto przebudowę i budowę nowej części budynku gospodarczego z przeznaczeniem na cele katechetyczne i rekolekcyjne. 16 grudnia 2010 roku w wyniku zwarcia instalacji elektrycznej wybuchł pożar. Spaliła się duża część więźby dachowej nad główną nawą kościoła oraz część zakrystii.
Remont i odnowa trwała 8 miesięcy. Wymieniono część posadzki, odnowiono ocalały sufit, wymieniono witraże, zamontowano nowe ławki, gruntownie wyremontowano organy oraz drewniany, gotycki ołtarz główny. 24 sierpnia 2011 roku, biskup opolski ks. Andrzej Czaja, dokonał rekonsekracji wyremontowanej świątyni.

## Organy
Organy wybudowała w 1957 roku firma Norsk Orgel- og Harmoniumfabrikk. Instrument sprowadzono z Norwegii w 2010 roku przez firmę organmistrzowską Kamerton. Posiada elektro-pneumatyczną trakturę gry.
Dyspozycja instrumentu:
| Manuał I                 | Manuał II          | Manuał III             | Pedał                               |
| Hovedverk                | Ryggposetiv        | Svellverk              |                                     |
| ------------------------ | ------------------ | ---------------------- | ----------------------------------- |
| 1. Prinsipal 8'          | 1. Holz-gedackt 8' | 1. Flöten Principal 8' | 1. Subbass 16'                      |
| 2. Fløyte 8'             | 2. Prestant 4'     | 2. Rørfløyte 8'        | 2. Flöten Principal 8' *            |
| 3. Oktav 4'              | 3. Waldfløyte 2'   | 3. Gamba 8'            | 3. Oktavbass 8'                     |
| 4. Kvint 2 2/3'          | 4. Oktav 1'        | 4. Vox Coelestis 8'    | 4. Nachthorn 4'                     |
| 5. Super oktave 2'       | 5. Krummhorn 8'    | 5. Pastoral-fløyte 4'  | 5. Rohrpfeife 2'                    |
| 6. Mixtur 1 1/3' 2-4 fag |                    | 6. Schwiegel 2'        | 6. Mixtur 4 fag 2 2/3'+2'+1 1/3'+1' |
| 7. Trompet 8'            |                    | 7. Nasat 1 1/3'        | 7. Bassun 16'                       |
|                          |                    | 8. Scharf 3 fag        |                                     |
|                          |                    | 9. Oboe 8'             |                                     |

## Dzwony
Na wieży wiszą cztery dzwony - jeden zabytkowy oraz trzy nowe, pochodzące z 1988 roku. 
|   | Imię                   | Waga (kg)  | Ton  | Średnica (cm) | Rok odlania | Odlewnia                              |
| - | ---------------------- | ---------- | ---- | ------------- | ----------- | ------------------------------------- |
| 4 | nieznane               | ok. 200 kg | d"   | 74 cm         | 1566        | nieznana                              |
| 3 | św. Anna               | ok. 260 kg | cis" | 74,5 cm       | 1988        | Wacław i Tadeusz Felczyńscy, Taciszów |
| 2 | Maryja                 | ok. 550 kg | a'   | 96 cm         | 1988        | Wacław i Tadeusz Felczyńscy, Taciszów |
| 1 | Chrystus Dobry Pasterz | ok. 800 kg | fis' | 111 cm        | 1988        | Wacław i Tadeusz Felczyńscy, Taciszów |

## Galeria

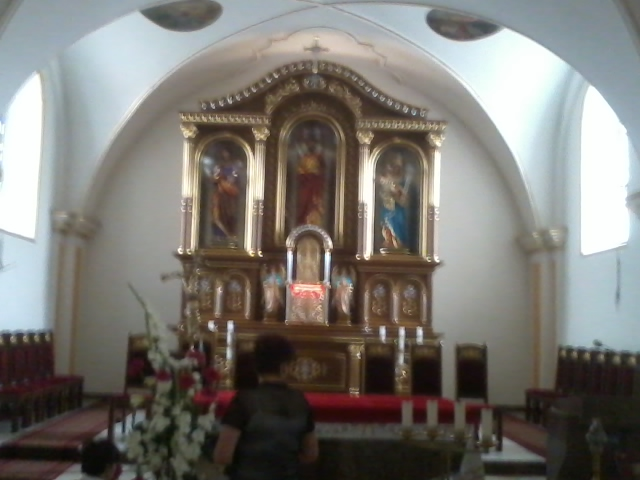
Ołtarz główny
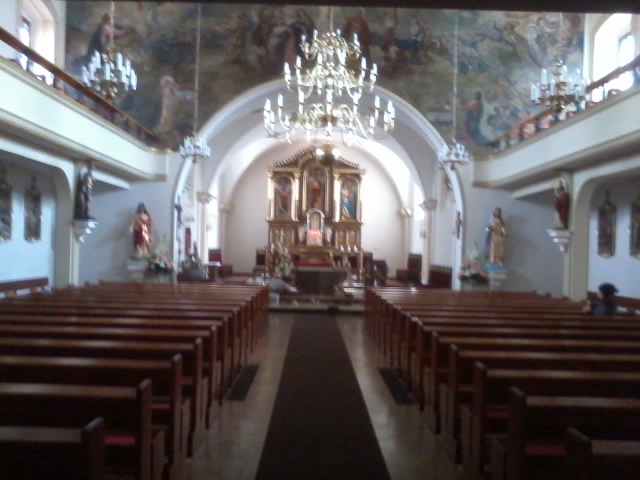
Wnętrze kościoła
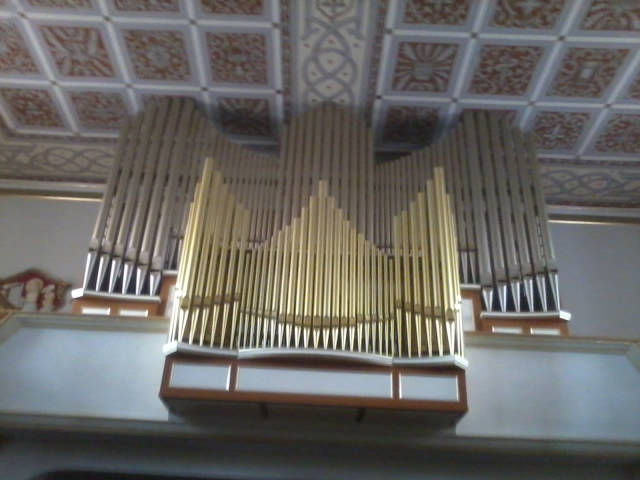
Organy
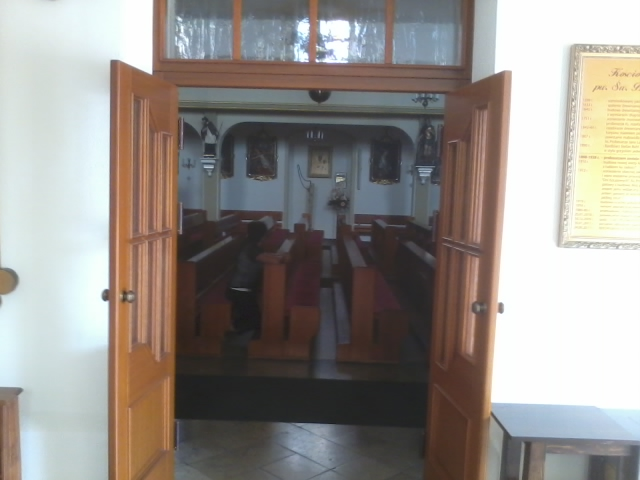
Wejście do kościoła
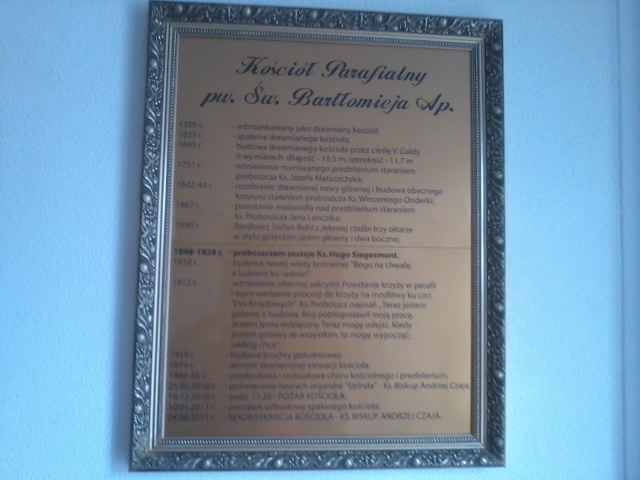
Tabliczka z historią kościoła
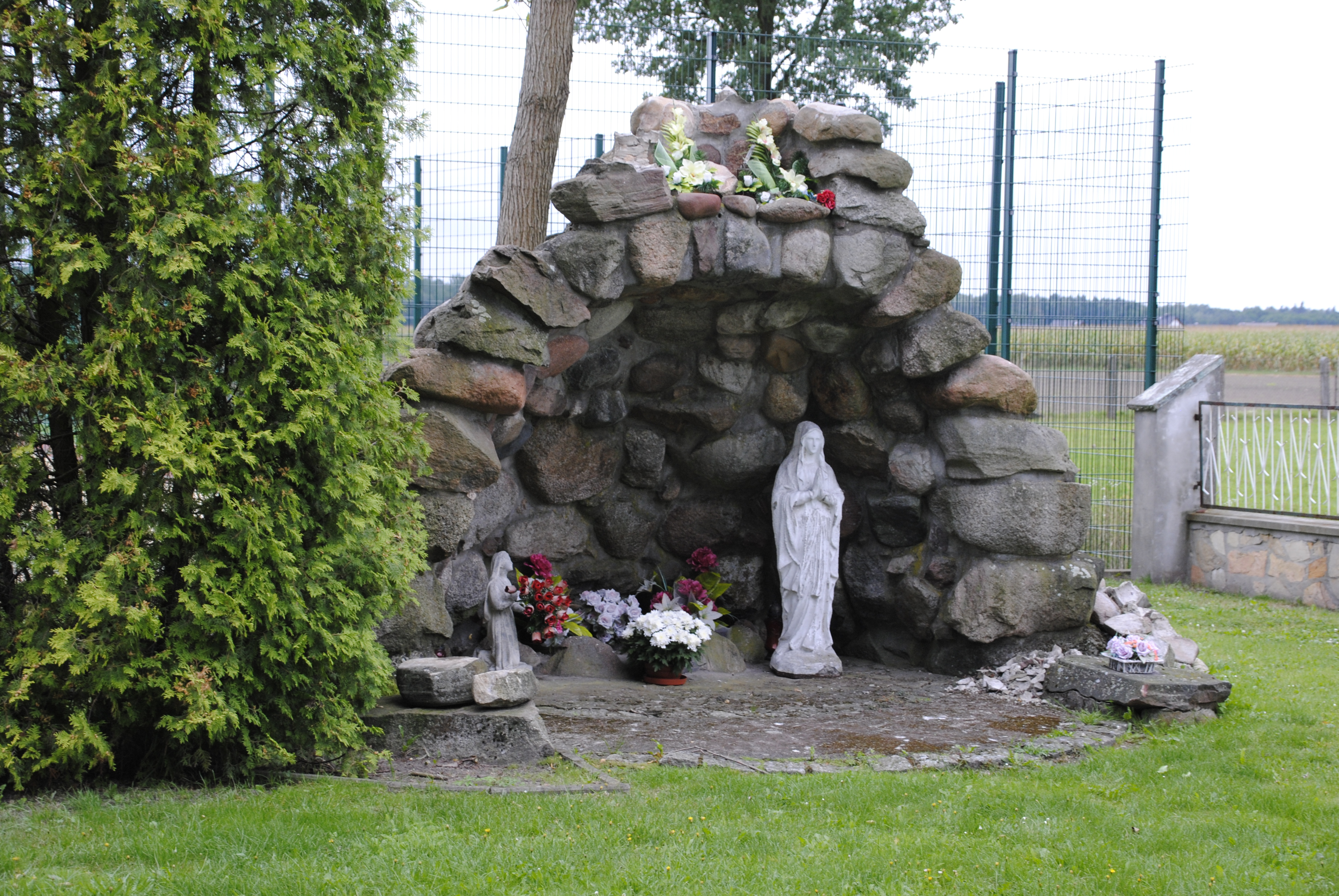
Grota maryjna obok kościoła